# Elysian Beach
Der Elysian Beach (englisch; bulgarisch Елисейски бряг Elisejski brjag) ist ein 2 km langer und unvereister Strand an der Nordwestküste von Snow Island im Archipel der Südlichen Shetlandinseln. Er liegt 6,25 km westnordwestlich des Irnik Point auf der Ostseite des Byewater Point.
Bulgarische Wissenschaftler benannten ihn 2020 nach dem Elysion aus der griechischen Mythologie.